# Лара, Лусио
Лусиу Родригу Лейте Баррету ди Лара (порт. Lúcio Rodrigo Leite Barreto de Lara; 9 апреля 1929 года, Каала — 27 февраля 2016 года, Луанда), он же Чивека (Tchiweka) — ангольский коммунистический политик и государственный деятель, генеральный секретарь и ведущий идеолог МПЛА. Активный участник войны за независимость и гражданской войны. Ближайший сподвижник Агостиньо Нето, один из высших руководителей НР Ангола в первые годы независимости. После смерти Нето в сентябре 1979 — и. о. президента НРА. Отстранён от активной политики при преемнике Нето Жозе Эдуарду душ Сантуше. Известен также как крупный теоретик марксизма и африканского социализма.

## Происхождение, образование, ранняя политика
Родился в семье состоятельного коммерсанта-португальца, женатого на африканке-овимбунду, внучке одного из племенных вождей. Начальное образование получил в Уамбо, среднее в Лубанго. В 1949 приехал в Португалию и поступил в Лиссабонский университет. Получил специальность математика. Затем окончил Коимбрский университет по курсу физической химии. Женился на немецкой еврейке Рут Пфлюгер — из семьи, бежавшей в Португалию от нацистских преследований. Работал преподавателем математики и физики.
В студенческие годы Лусио Лара примкнул к ангольским националистическим организациям в Португалии. Близко сошёлся с Агостиньо Нето, был знаком с Амилкаром Кабралом и другими деятелями африканского национально-освободительного движения. Участвовал в нелегальных антиколониальных организациях, замаскированных под студенческие клубы и спортивные секции. Проникся идеями марксизма и коммунизма. В 1955 вступил в Ангольскую коммунистическую партию, основанную братьями Андраде и Вириату да Крушем. Тесно сотрудничал с Португальской компартией (ПКП). Предложил съезду ПКП тезисы по антиколониальной тематике, отражённые в резолюциях.

## Идеолог МПЛА

### В окружении Нето
В 1957 Лусио Лара вступил в МПЛА. Быстро выдвинулся как ведущий идеолог движения, продвигал марксистско-коммунистические установки. Состоял в ЦК, затем в Политбюро МПЛА. Принял партийный псевдоним Tchiweka (от имени своего деда-вождя). Решительно поддерживал Агостиньо Нето, в 1962 приветствовал его избрание президентом МПЛА (ранее был шафером на его свадьбе). Участвовал в жёстком, с применением физического насилия, удалении Вириату да Круша из руководства МПЛА.
В 1959 под угрозой ареста ПИДЕ Лусио Лара перебрался из Португалии в ФРГ, затем в Гвинею. Руководил оперативным штабом МПЛА в Конакри. Установил тесные связи с ПАИГК, ФРЕЛИМО, алжирским ФНО, лидерами Гвинеи, Танзании и Ганы — Ахмедом Секу Туре, Джулиусом Ньерере, Кваме Нкрумой. Представлял МПЛА на межафриканских форумах. Усилиями Лары МПЛА становилось международно признанным движением, постепенно оттесняя УПА/ФНЛА Холдена Роберто.
В 1965 году в Браззавиле встречался с Че Геварой, что заложило основу будущего военно-политического союза МПЛА с Кубой. В то же время Лара сумел установить отношения и с европейскими социал-демократическими партиями. По приглашению левых лейбористов выступал в палате общин британского парламента.

### В войне за независимость
С 1961 в Анголе шла война за независимость. Лусио Лара был одним из политических руководителей антиколониального движения. Участвовал в создании военного крыла МПЛА — Народной армии освобождения Анголы (ЭПЛА). Обосновался в конголезском Браззавиле, затем оперативный штаб МПЛА/ЭПЛА был перемещён в Долизи. В 1963 Лара поддержал августовское свержение президента Юлу в Республике Конго и приход к власти социалиста Альфонса Массамба-Деба. Проходил ускоренное военное обучение в СССР. Активно участвовал в войне, координировал I, II, III военно-политические округа МПЛА/ЭПЛА, охватывавшие север Анголы, Кабинду, Мошико.
Курируя в руководстве идеологию и международные связи, Лусио Лара играл ключевую роль в консолидации МПЛА на прокоммунистической платформе. С 1972 занимал пост генерального секретаря МПЛА — сменил Марио Пинту де Андраде, перешедшего в активную оппозицию к Нето и вскоре исключённого. При этом многие активисты МПЛА из числа коренных африканцев негативно относились к возвышению мулата Лары. Однако Агостиньо Нето твёрдо держал сторону своего ближайшего сподвижника и пресекал критику в его адрес.
Лусио Лара состоял в делегациях МПЛА при визитах в СССР, КНР, КНДР, ДРВ, НРБ, СРР, СФРЮ. Вёл успешные переговоры о политической и финансовой поддержке МПЛА. Тщательно изучал опыт идеологию и систему власти коммунистических государств.

### Организатор переходного периода
25 апреля 1974 португальская Революция гвоздик свергла авторитарный режим. Началась ускоренная деколонизация «заморских территорий». 8 ноября 1974 в Луанду торжественно прибыла «делегация 26-ти» — группа руководителей МПЛА во главе Лусио Ларой (Агостиньо Нето вернулся в Анголу тремя месяцами позже). Этот приезд способствовал быстрому занятию МПЛА доминирующих позиций.
Лусио Лара участвовал в переговорном процессе о переходе к независимости. Тесно сотрудничал с португальскими левыми силами, особенно последним губернатором Анголы адмиралом Роза Коутинью. Обеспечивал преимущественную поддержку МПЛА со стороны португальских властей. Всячески укреплял структуру МПЛА в Анголе, в том числе регулярные войска МПЛА — ФАПЛА. Сыграл важную роль в успешном установлении контроля МПЛА/ФАПЛА над столицей летом-осенью 1975 года.
10 ноября 1975 ЦК МПЛА и Народно-революционный совет (CRP, орган государственного управления МПЛА, впоследствии преобразованный в Национальную ассамблею) утвердили Конституцию и избрали Агостиньо Нето главой ангольского государства. На этих заседаниях председательствовал Лусио Лара. Именно он принимал присягу первого президента Анголы.

## Партийно-государственный руководитель

### В гражданской войне
11 ноября 1975 была провозглашена независимость Народной Республики Ангола под властью МПЛА. Президентом НРА стал Агостиньо Нето. Лусио Лара был одним из ключевых участников церемонии провозглашения.
С середины 1975 года война за независимость переросла в ангольскую гражданскую войну. Против однопартийного режима МПЛА выступили антикоммунистические ФНЛА Холдена Роберто и УНИТА Жонаша Савимби. ФНЛА пользовалось финансовой и военно-политической поддержкой США и Заира, УНИТА — Китая и ЮАР. Правительство МПЛА получило поддержку СССР и Кубы. Прямое военное вмешательство Кубы обеспечило военный перелом с декабря 1975 по март 1976. Лусио Лара в первые годы войны руководил партийно-политическим аппаратом МПЛА и курировал связи с Кубой.
В иерархии МПЛА Лусио Лара считался второй-третьей фигурой — после Агостиньо Нето, наряду с министром обороны Энрике Каррейрой. Он являлся фактическим заместителем президента Нето по партийной линии, контролировал партийно-административный и идеологический аппарат. Также Лара председательствовал в Национальной ассамблее — тогда ещё неизбранной, сформированной делегированием от местных организаций МПЛА. Обладал репутацией «железной руки» и «человека Советов».

### Проводник репрессий
С середины 1976 года в МПЛА сформировалась радикальная группировка Nitistas, выступавшая против Нето и его окружения. Возглавлял «фракционеров» министр внутренней администрации Ниту Алвиш, его ближайшими сподвижниками являлись политкомиссары ФАПЛА Жозе Ван Дунен, Эдуарду Бакалофф, Луиш душ Пасуш, Эдуарду Эваристу, военачальники Жакоб Каэтану, Арсенио Мескита, мэр Луанды Педру Фортунату, партийный куратор молодёжи и общественных организаций Сита Валлиш. Nitistas позиционировались как представители чернокожих трудящихся масс, выступали с ортодоксально-коммунистических позиций, критиковали бюрократизм, коррупцию и привилегии, добивались властных преференций для коренных африканцев за счёт мулатов и белых.
Своими главными противниками Nitistas числили Лусио Лару, Энрике Каррейру и заместителя директора службы госбезопасности DISA Энрике Онамбве — все трое были мулатами и выходцами из зажиточных слоёв. Обвинения в адрес Лары (как и других руководителей МПЛА) по поводу «умеренности» и «социал-демократизма» были несообразны: он придерживался жёсткого коммунистического курса, хотя проводил его с определённым прагматизмом. Но парадоксальным образом сложилась ситуация, когда представитель «жёсткой линии» предотвращал установление ещё более репрессивной диктатуры.
Мятеж «фракционеров» 27 мая 1977 был в значительной степени направлен против Лары лично. Лусио Лара, его сын Паулу Лара, Каррейра и Онамбве руководили подавлением Nitistas и организовывали массовые репрессии. Результатом стала гибель десятков тысяч людей.
Мятеж был подавлен, но программа мятежников в важных чертах принята на вооружение. Нето, Лара и Каререйра фактически унаследовали от Nitistas жёсткую коммунистическую линию в политике и идеологии. Экономический же курс оставался довольно прагматичным, в частности, Лара положительно оценивал сотрудничество НРА с американской нефтяной компанией Gulf Oil.
Первый съезд МПЛА в декабре 1977 года объявил марксизм-ленинизм официальной идеологией партии и государства. Партия получила название МПЛА — Партия труда. Лусио Лара вновь был кооптирован в ЦК и Политбюро. Функция генерального секретаря постепенно выходила из употребления, но Лара оставался куратором идеологии и партаппарата, определял политику в сфере пропаганды, образования, культуры. Иностранные эксперты рассматривали его как вероятного преемника Нето.

### И. о. президента
Агостиньо Нето умер 10 сентября 1979. На следующий день в исполнение обязанностей президента МПЛА и НРА вступил Лусио Лара. Под его руководством была создана Национальная руководящая комиссия (CDN), куда вошли также заместитель министра обороны Педру Тонья Педале, секретарь по информации и пропаганде Амброзиу Лукоки, председатель официального профобъединения UNTA Паскуал Лувуалу и министр иностранных дел Жозе Эдуарду душ Сантуш. Многие наблюдатели ожидали, что Лара закрепит за собой высшее партийное и государственное руководство (другие члены CDN явно не являлись фигурами первого ряда). Однако он понимал конфликтные последствия и отказался от этого даже на переходный период.
Под председательством Лары был созван экстренный съезд МПЛА. 21 сентября 1979 На постах президента партии и правительства был утвержден Жозе Эдуарду душ Сантуш. Нового лидера также приводил к присяге Лусио Лара.

## Авторитет на покое
Вопреки ожиданиям, новый президент повёл «эдуардистскую чистку», постепенно отстраняя от власти представителей «генерации Нето» (то же повторилось почти сорок лет спустя, когда душ Сантуша сменил Жуан Лоренсу). Формально Лусио Лара дольше Энрике Каррейры оставался в высшем руководстве, но быстро утратил реальные властные полномочия. Ему поручалось, в частности, руководство ангольским отделением Панафриканского информагентства или реализация «чрезвычайной программы „Кофе для здоровья“». В 1985 Лара был выведен из Политбюро. Хотя он оставался членом ЦК и депутатом Национальной ассамблеи, его политическая деятельность фактически прекратилась. Он сдал депутатский мандат и окончательно завершил общественную деятельность в 1992 — после Бисесских соглашений с УНИТА, декоммунизации политической системы и преобразования НРА в Республику Ангола.
При этом Лусио Лара оставался символическим авторитетом МПЛА. Он пользовался статусом национального героя, одного из создателей независимой Анголы, считался ведущим теоретиком партии, крупным африканским и международным политиком. (Интересно, что интеллектуальному потенциалу Лусио Лары отдавал должное его непримиримый враг Жонаш Савимби.) Важные даты биографии Лары отмечались с участием официальных лиц. Особенно превозносил Лару такой деятель нынешней МПЛА, как генсек Дину Матрос. Пребывание Дину Матроса на посту, который изначально занимал Лусио Лара, символически отражает эволюцию МПЛА. Поздравление с «80-летием товарища Лары» направило в апреле 2009 года политбюро МПЛА.
Идеологические установки Лусио Лары отнюдь не во всём совпадали с курсом президента душ Сантуша. Однако каких-либо его критических высказываний в адрес ангольских властей не зафиксировано. В редких публичных заявлениях Лары просматривались тревога и разочарование. В письме лидерам послеапартеидной Южной Африки он признавал, что исторические события и процессы повернулись иначе, нежели он ожидал, и его идеалы не оказались востребованы.

## Частная жизнь
Лусио и Рут Лара имели в браке девятерых детей: трёх родных (сыновья Паулу и Бруно, дочь Ванда) и шестерых приёмных. Рут Лара всю жизнь была соратницей мужа, видным деятелем организационного и идеолого-пропагандистского аппарата МПЛА. При президенте душ Сантуше также отстранена от политики, удалилась в семейную жизнь, скончалась в 2000. Паулу Лара — генерал ангольской армии, Бруно Лара — предприниматель, Ванда Лара — историк.
По характеру Лусио Лара был человеком общительным, постоянно принимал у себя людей по тем или иным вопросам. Он не был склонен к «фешенебельно-ресторанному» времяпрепровождению, но любил кафе, танцы, классический и современный балет, развлечения с домашними обезьянами.

## Кончина
Скончался Лусио Лара в возрасте 86 лет. Характерно, что в сообщении о его смерти Лара характеризовался не как коммунист или марксист, а как ангольский националист. Скорбь в связи с его кончиной выразили не только официальные представители МПЛА, но и деятели оппозиции, в том числе радикальной — Андре Мендеш ди Карвалью (КАСА), Лаиш Эдуарду (ФНЛА).
Лусио Лара обладал обширным архивом, распорядителем которого выступает его дочь Ванда. Эти материалы представляют значительную ценность для изучения африканских антиколониальных движений.
Существует мнение, что если бы после смерти Нето на месте душ Сантуша оказался Лусио Лара, гражданская война в Анголе была бы ещё ожесточённее и продлилась бы значительно дольше.